# 方亭街道
方亭街道，是中华人民共和国四川省德阳市什邡市下辖的一个乡镇级行政单位。2019年12月，撤销回澜镇，将其所属行政区域划归方亭街道管辖。2021年5月，将方亭街道鼓楼街社区小花园街中心线以西南、利民社区西顺城街中心线以西南、银杏社区筏子河中心线以西南、阳光社区竹园巷至天山路中心线以西南所属行政区域划归雍城街道管辖。将雍城街道(原皂角街道)白果社区、城东村京什东路南段中心线以西南、双泉社区蓥峰北路中心线以东南、京什东路社区雍城东路中心线以西南所属行政区域划归方亭街道管辖。

## 行政区划
方亭街道下辖以下地区：
亭江西路社区、阳光小区社区、外西街社区、西顺城街社区、鸿兴街社区、蓥峰南路社区、东风路社区、白果小区社区、回龙街社区、东顺城街社区、亭江东路社区、永正街社区、鼓楼街社区、金河西路社区、利民路社区、北外社区、西外社区和慧剑社区。
2021年5月17日调整后，方亭街道下辖10个社区、6个村，具体为：白果社区、利民社区、阳光社区、回澜社区、雍湖社区、银杏社区、鼓楼街社区、通站东路社区、金河南路社区、亭江东路社区；回龙村、石羊村、龙桥村、玉皇村、慧剑村、万丰村。